# ISO 3166-2:ME
ISO 3166-2:ME es la entrada para Montenegro en ISO 3166-2, parte de los códigos de normalización ISO 3166 publicados por la Organización Internacional de Normalización (ISO), que define los códigos para los nombres de las principales subdivisiones (p.ej., provincias o estados) de todos los países codificados en ISO 3166-1.
En la actualidad, para Montenegro los códigos ISO 3166-2 se definen para 24 municipios.
Cada código consta de dos partes, separadas por un guion. La primera parte es ME, el código ISO 3166-1 alfa-2 para Montenegro. La segunda parte tiene dos cifras (01–24).
Antes de la disolución de Serbia y Montenegro en 2006, Montenegro tenía asignado el código CS-CG en la ISO 3166-2 bajo la entrada para Serbia y Montenegro.

## Códigos actuales
Los nombres de las subdivisiones se ordenan según el estándar ISO 3166-2 publicado por la Agencia de Mantenimiento ISO 3166 (ISO 3166/MA).
Pulsa sobre el botón en la cabecera para ordenar cada columna.
| Code  | Nombre de la subdivisión (cnr) |
| ----- | ------------------------------ |
| ME-01 | Andrijevica                    |
| ME-02 | Bar                            |
| ME-03 | Berane                         |
| ME-04 | Bijelo Polje                   |
| ME-05 | Budva                          |
| ME-06 | Cetiña                         |
| ME-07 | Danilovgrad                    |
| ME-08 | Herceg Novi                    |
| ME-09 | Kolašin                        |
| ME-10 | Kotor                          |
| ME-11 | Mojkovac                       |
| ME-12 | Nikšić                         |
| ME-13 | Plav                           |
| ME-14 | Pljevlja                       |
| ME-15 | Plužine                        |
| ME-16 | Podgorica                      |
| ME-17 | Rožaje                         |
| ME-18 | Šavnik                         |
| ME-19 | Tivat                          |
| ME-20 | Ulcinj                         |
| ME-21 | Žabljak                        |
| ME-22 | Gusinje                        |
| ME-23 | Petnjica                       |
| ME-24 | Tuzi                           |

## Cambios
Los siguientes cambios de entradas han sido anunciados en los boletines de noticias emitidos por el ISO 3166/MA desde la primera publicación del ISO 3166-2 en 1998, cesando esta actividad informativa en 2013.
| Informe      | Fecha de emisión                     | Descripción del cambio reportado                                                     | Cambio de código o subdivisión        |
| ------------ | ------------------------------------ | ------------------------------------------------------------------------------------ | ------------------------------------- |
| Boletín I-8  | 2007-04-17                           | Se añade un nuevo condado (de acuerdo con ISO 3166-1 Boletín V-12)                   | Subdivisiones añadidas: 21 municipios |
| Boletín II-3 | 2011-12-13 (corregido el 2011-12-15) | Se añaden los términos genéricos administrativos locales y se suprime el comentario. |                                       |

Los siguientes cambios a la entrada figuran en el listado del catálogo en línea de la ISO:
| Fecha real del cambio | Breve descripción del cambio |
| --------------------- | --- |
| 2019-11-22            | Se añade el municipio ME-24; se actualiza el origen de la lista |
| 2018-03-26            | Se añade el código del idioma oficial: cnr en alfa 3. Modificación de la observación parte 1. |
| 2018-03-26            | Se suprime la nota de la parte 2. |
| 2015-11-27            | Corrección de comillas en el comentario |
| 2015-02-26            | Corrección de comentarios a Partes 1 y 2 referentes al código lingüístico “001” a “El código lingüístico "001" se refiere al idioma oficial “Montenegrino” al que no se ha asignado un código lingüístico ISO 639.” |
| 2014-11-03            | Se añaden 2 municipios ME-22 y ME-23 |
| 2011-12-13            | Se añaden los términos genéricos administrativos locales y se suprime el comentario. |
| 2008-04-08            | Se cambia el nombre completo |